# Rollins
Rollins és una concentració de població designada pel cens dels Estats Units a l'estat de Montana. Segons el cens del 2000 tenia 183 habitants.

## Demografia
Segons el cens del 2000, Rollins tenia 183 habitants, 83 habitatges, i 60 famílies. La densitat de població era de 24,1 habitants per km².
Dels 83 habitatges en un 14,5% hi vivien nens de menys de 18 anys, en un 71,1% hi vivien parelles casades, en un 1,2% dones solteres, i en un 27,7% no eren unitats familiars. En el 26,5% dels habitatges hi vivien persones soles el 13,3% de les quals corresponia a persones de 65 anys o més que vivien soles. El nombre mitjà de persones vivint en cada habitatge era de 2,2 i el nombre mitjà de persones que vivien en cada família era de 2,62.
Per edats la població es repartia de la següent manera: un 15,3% tenia menys de 18 anys, un 3,8% entre 18 i 24, un 13,7% entre 25 i 44, un 34,4% de 45 a 60 i un 32,8% 65 anys o més.
L'edat mediana era de 54 anys. Per cada 100 dones de 18 o més anys hi havia 96,2 homes.
La renda mediana per habitatge era de 31.875 $ i la renda mediana per família de 34.821 $. Els homes tenien una renda mediana de 19.583 $ mentre que les dones 33.750 $. La renda per capita de la població era de 27.255 $. Aproximadament el 7,5% de les famílies i el 7,2% de la població estaven per davall del llindar de pobresa.

## Poblacions més properes
El següent diagrama mostra les poblacions més properes.